# Robert Couturier
Robert Couturier (ur. 2 maja 1905 w Angoulême, zm. 1 października 2008 w Paryżu) – francuski rzeźbiarz, rysownik i pedagog, uważany za jednego z najważniejszych przedstawicieli rzeźby francuskiej XX wieku. Twórca tzw. rzeźby aluzyjnej (sculpture allusive), łączącej tradycyjne inspiracje z nowoczesnym językiem formy.

## Życiorys
W 1920 roku rozpoczął naukę litografii w École Estienne w Paryżu. Po śmierci ojca musiał przerwać studia i rozpoczął pracę w paryskiej pracowni litografii. W 1928 roku poznał Aristide’a Maillola, który zachwycił się „nieforemnym” stylem jego wczesnych rzeźb i zachęcił młodego twórcę do dalszego rozwoju. Couturier został jego uczniem i przyjacielem.
W 1930 roku zdobył Prix Blumenthal, a w 1932 został profesorem sztuki w Paryżu, gdzie nawiązał kontakty z takimi artystami jak Henri Matisse. W 1936 roku otrzymał swoje pierwsze zamówienie publiczne – rzeźbę Le Jardinier na esplanadę Trocadéro w Paryżu. Rok później zaprojektował dekoracje i rzeźby do Pawilonu Elegancji na Wystawie Światowej w Paryżu.
W czasie II wojny światowej został wzięty do niewoli przez Niemców, lecz zdołał uciec do strefy nieokupowanej. W 1943 roku był współzałożycielem Salon de Mai. Po wojnie został profesorem w École Nationale des Arts Décoratifs (1946–1962), a następnie w École Nationale Supérieure des Beaux-Arts w Paryżu. W 1962 wystąpił epizodycznie w filmie Agnès Varda Cléo de 5 à 7.
Wystawiał na licznych międzynarodowych wydarzeniach, m.in. Biennale w Wenecji (1950), São Paulo (1951), Sonsbeek (1952), Antwerpii (1953). Jego prace pokazywano także w Londynie (1947), Bernie i Amsterdamie (1948–1949).

## Twórczość
Couturier przez całe życie badał możliwości przedstawienia ludzkiej figury. Jego wczesne dzieła noszą wpływy Maillola – są pełne, harmonijne i monumentalne. Z czasem artysta zaczął rozwijać język rzeźby aluzyjnej – za pomocą minimalnych środków i zredukowanych form starał się oddać maksymalną ludzką ekspresję. Pracował w różnych materiałach: gipsie, brązie, kamieniu, a także z wykorzystaniem przedmiotów codziennego użytku.
Głównym źródłem inspiracji była dla niego postać kobieca, którą przedstawiał jako formę „sugerowaną”, grę linii, pustki i światła. Eksperymentował z dynamicznymi kompozycjami i abstrakcją, nie rezygnując jednak z emocjonalnego i humanistycznego wymiaru dzieła.

## Wystawy i wyróżnienia
W 1970 roku Musée Rodin zorganizowało jego pierwszą wielką retrospektywę, a w 1975 – Monnaie de Paris. W 2005 roku, z okazji 100. urodzin, Musée Maillol w Paryżu przygotowało wystawę, w której artysta osobiście uczestniczył – był pierwszym francuskim twórcą, który obchodził swój jubileusz w ten sposób. Ostatnie prace Couturiera, m.in. Femme pistache (2002), Le Peignoir (2001–2002), czy monumentalna Femme abri (2002), świadczyły o ciągłej ewolucji jego języka rzeźbiarskiego.
Był odznaczony m.in. Prix Wildenstein (1966) oraz Orderem Sztuki i Literatury (Officier des Arts et des Lettres). Jego prace znajdują się w kolekcjach publicznych i muzealnych w Paryżu, Bayeux, Poitiers, Madrytcie, Rio de Janeiro, Bostonie, Jerozolimie, Hakone, Antwerpii i Hawanie.

## Śmierć
Robert Couturier zmarł w Paryżu 1 października 2008 roku, w wieku 103 lat.